# Acrotona promissionoides
Acrotona promissionoides – gatunek chrząszcza z rodziny kusakowatych i podrodziny rydzenic.
Gatunek ten opisał po raz pierwszy w 2012 roku Roberto Pace. Jako lokalizację typową wskazano okolice stacji meteorologicznej na górze Kenia w Kenii. Epitet gatunkowy nawiązuje do podobnej A. promissionum.
Chrząszcz o błyszczącym, gęsto i wyraźnie ziarenkowanym, w zarysie wydłużonym ciele długości 2,1 mm. Brązowa, bardzo powierzchownie siateczkowana głowa ma oczy nieco dłuższe od skroni. Czułki mają człony pierwszy i drugi rudobrązowe, człon drugi dłuższy od poprzedniego, człon trzeci krótszy od poprzedniego i brązowy, człony od czwartego do szóstego brązowe i tak długie jak szerokie, a człony od ósmego do dziesiątego brązowe i szersze niż dłuższe. Przedplecze jest brązowe, pozbawione siateczkowania. Pokrywy są brązowe, wyraźnie siateczkowane. Barwa odnóży jest ruda. Odwłok jest brązowy, o rzeźbie w postaci wyraźnej siateczki z wielokątnymi oczkami. Samica ma spermatekę podobną do tej u A. promissionum, ale o części proksymalnej tworzącej półtorej skrętu, a części dystalnej ze słabiej wykształconym umbilikusem.
Owad afrotropikalny, znany wyłącznie z góry Kenia w Kenii.